# This Is My Paradise
"This is My Paradise" é uma canção da cantora de música pop estadunidense Bridgit Mendler, liberado como single promocional com o propósito de divulgar o filme Beverly Hills Chihuahua 2, animação da qual dublou a personagem Marie Appoline Bouvier. A canção, lançada em 11 de janeiro de 2011 nos Estados Unidos pela Walt Disney Records e composta pela própria cantora, está presente apenas como bônus nos extras do DVD e blu-ray do filme, uma vez que não foi lançada uma trilha sonora oficial, não sendo também agregado à nenhum álbum de Bridgit Mendler. 

## Recepção da crítica

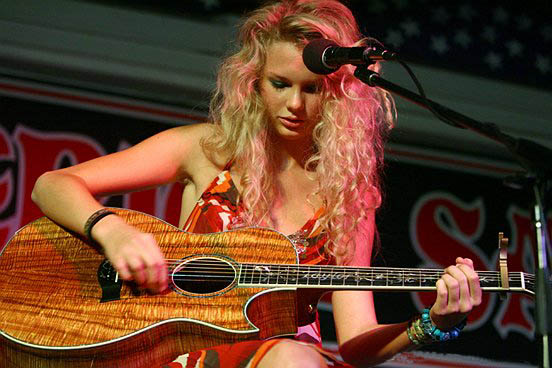
"This Is My Paradise" foi comparada às canções de Taylor Swift.

O portal Sweets Lyrics destacou que embora fosse inverno nos Estados Unidos na época do lançamento do faixa, ela falava sobre o verão e praia, porém nada afetava o clima contagigante da canção. O Disney Dreaming declarou que a canção era leve e divertida.O site I Am Bloom comparou o estilo de Bridgit ao da cantora country Taylor Swift.
| “ | Bridgit Mendler começou a entrar no mundo da música quando fez parte da trilha sonora de "Tinkerbell". Agora resolveu se soltar mais em "This Is My Paradise" mostrando todo o seu talento. A música tem um estilo bem fofo com uma quebrada pop country no melhor estilo Taylor Swift que você pode imaginar. | ” |

## Faixas
| Download digital |                       |                 |         |  |
| N.º              | Título                | Compositor(es)  | Duração |  |
| 1.               | "This Is My Paradise" | Bridgit Mendler | 2:36    |  |
| Duração total:   | Duração total:        | Duração total:  | 2:36    |  |

| Karaoke |                                              |                 |         |  |
| N.º     | Título                                       | Compositor(es)  | Duração |  |
| 1.      | "This Is My Paradise (Pocket Songs Karaoke)" | Bridgit Mendler | 2:39    |  |

## Videoclipe

Capturas de ecrã do videoclipe

O videoclipe da canção foi gravado na cidade de Beverly Hills, no estado da California, Estados Unidos, quando finalizadas as dublagens da animação longa-metragem Beverly Hills Chihuahua 2, onde Bridgit dublou a personagem Marie Appoline Bouvier, em novembro de 2010, sendo dirigido por Alex Zamm, mesmo diretor do filme. Em 17 de dezembro de 2010 sairam as primeiras cenas da gravação e dos bastidores. O vídeo foi lançado em 19 de dezembro pelo Disney Channel, durante o horário nobre da emissora, sendo que chegou ao canal oficial do Youtube um dia após, em 20 de dezembro.

### Sinopse
O videoclipe se inicia Bridgit Mendler dentro de uma velha kombi vermelha e branca na estrada saindo da cidade de Beverly Hills, mostrado em uma placa no vídeo, e encaminhando-se para a Baja California, estado do México que faz fronteira com os Estados Unidos, chegando em uma praia quase deserta. A cantora desce de seu carro e abre a parte lateral de sua kombi, onde começa a tocar violão e compor esperando seus amigos chegarem, mostrando também cenas onde está vendo fotos de chihuahuas em uma cama de palha. Durante todo o vídeo são alternadas cenas do filme Beverly Hills Chihuahua 2, de onde é divulgado o clipe, como o casamento dos cachorros e a mansão de um deles. 
Em uma nova cena os amigos de Bridgit Mendler chegam à praia e todos saem caminhando pela areia durante o pôr do sol, montando uma barraca no local, tendo a presença de um chihuahua, supostamente o mascote do grupo. A cantora caminha por velhas casas de madeira na beira da praia abandonadas tocando violão sozinha e também tirando fotos com seus amigos em barracões antigos. O grupo de jovens brincam no mar e correm por toda praia, passando também por debaixo de um pier e tirando fotos juntos em câmeras polaroid, que revelam as fotos instanteneamente, expondo todas em uma tenda dentro da barraca. Bridgit ainda aparece solitaria nas pedras cantando pouco antes do final do vídeo.

## Desempenho nas tabelas

### Posições
| Paradas (2011)                                | Posições |
| --------------------------------------------- | -------- |
| Estados Unidos — Top Digital Soundtrack Songs | 4        |

## Histórico de Lançamento
| Local          | Data                  | Formato                   | Gravadora           |
| -------------- | --------------------- | ------------------------- | ------------------- |
| Estados Unidos | 11 de janeiro de 2011 | download digital, Airplay | Walt Disney Records |
| Canadá         | 11 de janeiro de 2011 | download digital, Airplay | Walt Disney Records |